# Hohenbudberg
Hohenbudberg is een deel van de stad Krefeld in het Rijnland in Noordrijn-Westfalen in Duitsland. Hohenbudberg hoort bij Uerdingen. De oudste vermelding van de plaats stamt uit het jaar 732.
Hohenbudberg is een plaats waar van oorsprong Limburgs wordt gesproken. Hohenbudberg ligt aan de Uerdinger linie. De plaats is grotendeels verdrongen door uitbreidingen van de firma Bayer.